# Boot manager
Un boot manager, in informatica, è un programma installato in un computer, che si avvia automaticamente all'accensione della macchina (boot) e permette di scegliere o selezionare quale sistema operativo avviare (tecnicamente la scelta si riferisce al kernel da caricare), se ve ne sono installati più di uno. Una volta eseguita l'operazione di scelta, viene caricato e avviato il boot loader del sistema operativo selezionato.

## Descrizione
Originariamente questo software poteva essere avviato solo da memorie RAM e ROM, nei moderni sistemi questo è pressoché sempre installato sul master boot record (MBR) del disco rigido. Senza un boot manager è impossibile far convivere due sistemi operativi diversi sulla stessa macchina, a meno che questi non siano stati progettati tenendo conto della possibilità.
Alcuni sistemi della Microsoft, come Windows 2000 e Windows XP per esempio, prevedono questa possibilità e la procedura d'installazione la attiva automaticamente quando incontra un vecchio sistema della stessa casa, ma se incontra qualcosa di sconosciuto (come un sistema Linux), il boot loader di quest'ultimo viene sovrascritto senza conservare la possibilità di avviare il sistema precedentemente installato.
Tuttavia in questi anni i boot manager sono stati integrati nelle diverse distribuzioni di Linux (es. Fedora, OpenSUSE, Ubuntu...), quindi è sufficiente installare prima il sistema Windows e poi il sistema Linux per ottenere un sistema dual boot. 
Tra i boot loader più utilizzati, vi sono:
- winload.exe per i sistemi Windows da Vista in poi (e delle versioni server che si basano sui relativi kernel); il nuovo boot manager si chiama Windows Boot Manager e sostituisce il vecchio NTLDR (NT Loader), che svolgeva la funzione sia di boot manager sia di boot loader nei sistemi NT based (2000/XP/Server 2003);
- GRUB e LILO nei sistemi Linux based (da notare che esercitano contemporaneamente, a differenza delle nuove piattaforme Windows, sia la funzione di boot manager sia di boot loader).

Sistemi di tipo mainframe o server blade montano boot manager specifici (spesso l'accesso diretto all'ambiente di virtualizzazione). I dispositivi mobili hanno gestori/caricatori di avvio basati sui sistemi di riferimento (Android, iOS).
I sistemi macOS utilizzano, come boot loader, interfacce EFI.